# Mariano Bruno
Mariano Bruno (Napoli, 12 maggio 1979) è un comico italiano.

## Biografia
Nel 2009 partecipa al programma Made in Sud, interpretando un monologhista dei Fratelli Pezzella. Nello stesso programma propone anche altri personaggi quali Pigromen, la mucca di Caserta, Lupin o il ragazzo del rione.
Nel 2013 prende parte al film diretto da Alessandro Siani Il principe abusivo.

## Filmografia
- Il principe abusivo, regia di Alessandro Siani (2013)
- Colpi di fortuna, regia di Neri Parenti (2013)
- Ci devo pensare, regia di Francesco Albanese (2015)
- Gomorroide, regia de I Ditelo voi (2017)
- Un pugno di amici, regia di Sergio Colabona (2020)